# Botkins
Botkins és una població dels Estats Units a l'estat d'Ohio. Segons el cens del 2000 tenia 1.205 habitants.

## Demografia
Segons el cens del 2000, Botkins tenia 1.205 habitants, 463 habitatges, i 330 famílies. La densitat de població era de 505,7 habitants per km².
Dels 463 habitatges en un 32,8% hi vivien nens de menys de 18 anys, en un 57,9% hi vivien parelles casades, en un 8,9% dones solteres, i en un 28,7% no eren unitats familiars. En el 26,6% dels habitatges hi vivien persones soles l'11,9% de les quals corresponia a persones de 65 anys o més que vivien soles. El nombre mitjà de persones vivint en cada habitatge era de 2,6 i el nombre mitjà de persones que vivien en cada família era de 3,18.
Per edats la població es repartia de la següent manera: un 27,5% tenia menys de 18 anys, un 10% entre 18 i 24, un 28,5% entre 25 i 44, un 20,3% de 45 a 60 i un 13,6% 65 anys o més.
L'edat mediana era de 35 anys. Per cada 100 dones de 18 o més anys hi havia 100,9 homes.
La renda mediana per habitatge era de 43.000 $ i la renda mediana per família de 53.750 $. Els homes tenien una renda mediana de 34.464 $ mentre que les dones 23.359 $. La renda per capita de la població era de 18.880 $. Aproximadament l'1,8% de les famílies i el 3,6% de la població estaven per davall del llindar de pobresa.

## Poblacions més properes
El següent diagrama mostra les poblacions més properes.